# Joyce Babatunde
Joyce Babatunde de son nom complet Joyce Bih Babatunde est une chanteuse camerounaise prix découverte Goethe 2018 originaire de la région du Nord ouest Cameroun.  

## Biographie

### Enfance et débuts
oyce Babatunde est diplômée de l Université de Buea et de l'université de Yaoundé 2.

### Carrière
En 2018, elle est l'une des lauréates du prix Goethe Découverte 2018. 
Elle est Nommée plusieurs fois au Canal 2 or dans la catégorie artiste féminine de musique Afro Urban.
En 2020 elle donne un concert à Yaoundé au laboratoire musical de Bastos et en 2023 elle se produit a linstitut français du Cameroun a Yaoundé

## Discographie

### Album
- Kwacoco Bible[5]

### Singles
- 2019 : Marry go round
- 2020 : Blinding charity
- 2021 : My everything
- 2022 : Baba
- 2023 : Just like da